# Сандрин Бонер
Сандрѝн Бонѐр (на френски: Sandrine Bonnaire) е френска актриса. 

## Биография
Родена е на 31 май 1967 г. във френския град Гана, департамент Алие. От 29 март 2003 г. е омъжена за актьора Гийом Лоран.

## Награди
- Носителка на наградата „Сезар“ за най-добра актриса през 1986 г.

## Избрана филмография
- „Интимни непознати“ (2004)
- „Изток - Запад“ (1999)
- „Цветът на лъжите“ (1999)
- „Секретна отбрана“ (1988)
- „Никога вече“ (1996)
- „Церемонията“ (1995)
- „Прага“ (1992)
- „Господин Ир“ (1989)
- „Няколко дни с мен“ (1988)
- „Под слънцето на сатаната“ (1987)
- „Без покрив и закон“ (1985)
- „Полиция“ (1985)